# Lomas del Pedregal, Guanajuato
Lomas del Pedregal är en ort i Mexiko.   Den ligger i kommunen Irapuato och delstaten Guanajuato, i den centrala delen av landet, 270 km nordväst om huvudstaden Mexico City. Lomas del Pedregal ligger 1 843 meter över havet och antalet invånare är 215.
Terrängen runt Lomas del Pedregal är platt österut, men västerut är den kuperad. Lomas del Pedregal ligger uppe på en höjd. Runt Lomas del Pedregal är det tätbefolkat, med 790 invånare per kvadratkilometer. Närmaste större samhälle är Irapuato, 3,9 km sydost om Lomas del Pedregal. Runt Lomas del Pedregal är det i huvudsak tätbebyggt.